# 최용수 (1945년)
최용수(崔龍秀, 1945년 11월 6일 - )는 대한민국의 공무원 출신 정치인이다. 경기도 동두천시장을 지냈다. 종교는 불교다.
동두천초등학교, 경희중학교, 청량고등학교를 졸업하였고 공무원이 되어 1998년 7월 경기도 동두천시 문화공보실장이 되었고, 이후 경기도 동두천시 사회과장, 세무과장, 회계과장 등을 지내고 1998년 11월 경기도 동두천시 기획감사실 실장이 되었다. 2001년 7월 경기도 남양주시 경제환경국 국장으로 발령받았고 2002년 1월 명예퇴직하였다. 2002년 자치단체장 선거에 출마하여 당선되어 2002년 6월 동두천시 시장에 취임하였고, 2006년 6월 재선하였다. 2007년 3월 동두천시장을 사퇴하였다.

## 역대 선거 결과
|  | 71.49% |

|  | 50.68% |

## 학력
- 동두천국민학교
- 경희중학교
- 청량고등학교